# Samuel Bronston
Samuel Bronston (născut Șmil Bronștein; n. 26 martie 1908, Chișinău, Imperiul Rus – d. 12 ianuarie 1994, Sacramento, California, SUA) a fost un evreu basarabean, producător de film și regizor american. În 1961, a fost nominalizat la premiul Globul de Aur pentru Cidul în categoria cel mai bun film dramatic, însă nu a fost premiat.
A fost un nepot al revoluționarului și omului de stat bolșevic Lev Troțki. 

## Biografie
S-a născut în Basarabia, la Chișinău, într-o familie de evrei. În 1918, întreaga familie (părinții și 9 copii) a părăsit Basarabia, devenită românească, și s-a stabilit la Paris. O perioadă a lucrat ca ceasornicar la Marsilia. Educația superioară a primit-o la Universitatea din Paris. A lucrat inițial pentru unitatea franceză a Metro-Goldwyn-Mayer din Paris, înainte de a deveni producător independent de film în anii 1940.
În 1933 s-a stabilit la Londra, iar în 1937 s-a mutat în Statele Unite, unde a lucrat ca producător executiv la Columbia Pictures și deja în 1943 și-a fondat propria companie independentă, numită Samuel Bronston Productions în Los Angeles, care a activat până în 1964.
Primul proiect independent al lui Samuel Bronston a fost filmul biopic The Story of Jack London (1943), conceput de el cu sprijinul văduvei lui Jack London, Charmian Kittredge. Printre alte filme timpurii ale lui Bronston se numără succesul comercial And Then There Were None (1945), bazat pe romanul lui Agatha Christie, Zece negri mititei și A Walk in the Sun (1945), împreună cu regizorul Lewis Milestone, la fel originar din Chișinău.
În anii următori, Bronston a devenit producătorul unor astfel de filme epice precum John Paul Jones (1959), Regele regilor (1961), Cidul (1961), 55 Days at Peking, 1963), Căderea Imperiului Roman (1964), Circus World (1964). Toate filmele au fost filmate în uriașele studiouri spaniole ale companiei construite de Bronston în Las Rozas de Madrid, care era un concept inovator pentru cinematografia americană. Majoritatea filmelor au fost filmate de o echipă permanentă de filmare (regizorul Anthony Mann; scenariștii Philip Yordan și Jesse L. Lasky Jr.; compozitorul Miklós Rózsa, cameramanul Robert Krasker, actorii Sophia Loren și Charlton Heston). Din 1958 a trăit în principal în Spania și a fost fotograful oficial al Vaticanului. El a jucat un rol important în transformarea Spaniei într-unul dintre centrele cinematografiei europene. A filmat mai multe documentare.
După ce compania sa a dat faliment în 1964, Bronston a trecut la o producție mai comercială, realizând trei filme în Argentina, Spania și Franța: Savage Pampas (1966), Dr. Coppelius (1966) și Fort Saganne (cu Gérard Depardieu și Catherine Deneuve, 1984). Din cauza unei datorii uriașe și a unei „bătălii” legale îndelungate, el nu a mai putut să-și refacă cariera cinematografică.

## Filmografie
- The Adventures of Martin Eden (1942)
- City Without Men (1943)
- Jack London (1943)
- A Walk in the Sun (film) (1945)
- John Paul Jones (1959)
- Regele regilor (1961)
- Cidul (1961)
- 55 Days at Peking (1963)
- Căderea Imperiului Roman (1964)
- Circus World (1964)
- Savage Pampas (1966)
- Dr. Coppelius (1966)
- Brigham (1977)
- Fort Saganne (1984)